# Dolichopus aeratus
Dolichopus aeratus är en tvåvingeart som beskrevs av Van Duzee 1921. Dolichopus aeratus ingår i släktet Dolichopus och familjen styltflugor. Inga underarter finns listade i Catalogue of Life.